# Da.i.su.ki.
「Da.i.su.ki.」（だいすき）は、内田有紀の楽曲・8枚目のシングル。1997年5月21日発売。発売元はキングレコード。

## 内容
「Da.i.su.ki.」は、1997カルピスウォーターCMイメージソング。前作「アイシテル」から3ヶ月ぶりのシングルは、2作連続奥居香による楽曲提供。

## 収録曲
全作曲・編曲：奥居香
1. Da.i.su.ki.
作詞：大西スミ江
2. Uchida no Rock'n'Roll 
作詞：内田有紀
3. Da.i.su.ki.（カラオケ）
4. Uchida no Rock'n'Roll （カラオケ）

## 収録アルバム
- 『Present』（#1、2）
- 『内田有紀 パーフェクト・ベスト』（#1、2）